# Maria Żukowska
Maria Żukowska (ur. 17 grudnia 1926, zm. 24 lutego 2005) – historyk sztuki wyspecjalizowana w zakresie aranżacji dekoracji tkaninowych wnętrz zabytkowych.

## Życiorys
Maria Żukowska była pracownikiem Muzeum w Wilanowie przez całe swe życie zawodowe – od ukończenia studiów na UW w 1952 r. do swego przejścia na emeryturę w 1988 r., pozostając do końca życia w kręgu działalności muzeum. Swoją pracę rozpoczęła na stanowisku instruktora, zostając w 1970 r. kustoszem. Należała do zespołu historyków sztuki – obok Wojciecha Fijałkowskiego i Ireny Voisé, którzy zajmowali się rewaloryzacją pałacu wilanowskiego i rekonstrukcją jego zbiorów. Zajmując się nadzorem nad zbiorami dzieł sztuki, realizowała trudne zadanie przywrócenia wnętrzom pałacowym tkaninowych dekoracji ściennych. Wykonała to zadanie we współpracy z Adamem Nahlikiem (technologia wykonania kopii tkanin), z zespołem Cepeliowskiej Spółdzielni Rękodzieło Artystyczne w Łodzi i fabryką jedwabiu w Milanówku. Jej prace oceniono jako sukces, powierzając jej prace przy dekoracji wnętrz pałacu nieborowskiego, Pałacu Łazienkowskiego, Królikarni, Pałacu Biskupiego w Kielcach oraz Zamku Królewskiego w Warszawie. M. Żukowska opiekowała się również wilanowską kolekcją wyrobów jubilerskich, sreber, brązów i emalii, którą opracowywała naukowo we współpracy z muzeami francuskimi, dzięki czemu w 1998 r. możliwe było zorganizowanie poświęconej im wystawy czasowej. Już po przejściu na emeryturę współtworzyła scenariusz i koncepcję zorganizowanej w 1993 r. wystawy Osobliwości Dalekiego Wschodu w historycznej kolekcji Wilanowa.

## Ważniejsze publikacje
- Wilanów, Warszawa 1964 (przewodnik).
- Zespół obiciowych aksamitów wzorzystych tzw. velours de Gęnes we wnętrzach pałacu w Wilanowie, Ochrona Zabytków 1966, nr 2.
- Dwa portrety ze zbiorów wilanowskich zwane Gobelinowym, Studia Muzealne 1974, nr 10.
- Artystyczne zbiory Wilanowa, Warszawa 1979. Współautorstwo – opracowanie wyrobów złotniczych, emalii, metali.
- Gobelinowy portrecik Jana III Sobieskiego – konserwacja i nowe sugestie dotyczące jego powstania, Studia Wilanowskie 1983, t. IX, s. 21. Współautor: E. Kujawa-Szczęsna.
- Chwała i sława Jana III w sztuce i literaturze XVII–XX w., Warszawa 1983. Katalog wystawy – współautorstwo.
- Osobliwości Dalekiego Wschodu w historycznej kolekcji Wilanowa, Warszawa 1993. Katalog wystawy. Współautorstwo.
- Srebra francuskie w zbiorach wilanowskich, Warszawa 1998.
- Konserwacja najcenniejszych tkanin w Pałacu w Wilanowie w latach 1955–1968. Pamięci zasłużonych dla Wilanowa konserwatorów tkanin, Studia Wilanowskie 2004, t. XV, s. 109.
- Kolekcja Wilanowska, Warszawa 2005 (publikacja wydana na podstawie opracowania M. Żukowskiej).

## Odznaczenia
- Złoty Krzyż Zasługi (1986)
- Srebrny Krzyż Zasługi (1977)
- Odznaka „Zasłużony Działacz Kultury” (1987)
- Złota Odznaka „Za opiekę nad zabytkami” (1970)